# Sophie Herbrecht
Sophie Herbrecht, född 13 februari 1982 i Mulhouse, är en fransk tidigare handbollsspelare (vänsternia). Sommaren 2020 tog Herbrecht över tränarpositionen för den franska tredjedivisionsklubben HBC Thann-Steinbach efter att ha avslutat sin spelarkarriär.

## Klubbkarriär
Sophie Herbrecht moderklubb var ASCA Wittelsheim och hon spelade sedan för HBC Kingersheim.
1998 gick hon till ESBF Besançon där hon debuterade i franskas damligan. Säsongen 2003 slutade med fyra titlar: en europeisk titel Cupvinnarcupen i handboll, och tre nationella titlar med det franska mästerskapet, Coupe de France och Coupe de la Ligue. Med ESBF Besançon vann hon mästerskapet 1998, 2001 och 2003.
Från 2004 spelade Sophie Herbrecht i två år för Le Havre. Mellan 2006 och 2009 hade hon kontrakt med Issy-les-Moulineaux Handball. Sommaren 2009 flyttade Herbrecht till Toulouse Feminin HB men efter en säsong i Toulouse gick hon till ligarivalerna HBC Nîmes. 2011 anslöt hon till Toulon Saint-Cyr där hon stannade i tre år.
Från 2014 spelade hon för Chambray Touraine Handball. Chambray Touraine Handball spelade i division 2 2014/2015. Målet för klubben var högsta ligan, vilket uppnåddes säsongen 2015/2016. Efter säsongen 2016/2017 gick hon till Brest Bretagne HB för att ersätta Allison Pineau som var skadad. 2018 spelade hon för US Altkirch. Den 7 mars 2020 spelade hon sin sista match i karriären, då dammästerskapet 2019/2020 sedan stoppades den 24 mars på grund av Covid 19 pandemin.

## Landslagskarriär
Sophie Herbrecht spelade för franska ungdomslandslagen och hon uppmärksammades särskilt vid junior-EM 2000 i Frankrike. Herbrecht debuterade sedan för det franska handbollslaget den 3 november 2001 i Metz mot Portugal. Hennes första medalj i ett internationellt mästerskap var ett brons vid EM i Danmark 2002 och hon upprepade detta vid EM 2006 i Sverige.
Hon blev världsmästare 2003, då Frankrike vann världsmästerskapet 2003 i Kroatien. Hon representerade året efter Frankrike vid olympiska sommarspelen 2004 i Aten, där det franska laget placerade sig på fjärde plats. Hon var också med i hemma VM i Frankrike då Frankrike förlorade kvartsfinalen mot Rumänien och fick nöjas sig med femteplatsen. Hon deltog även vid de olympiska sommarspelen 2008 i Peking, där Frankrike placerade sig på 5:e plats och slutligen vid olympiska sommarspelen 2012 i London, där Frankrike också slutade på 5:e plats. Hon blev inte uttagen till VM 2009 och 2011. Herbrecht spelade under åren 2001-2012 193 matcher för det franska landslaget med 569 gjorda mål.